# 江南作戦
江南作戦（こうなんさくせん）は、日中戦争中の1940年（昭和15年）10月に安徽・江蘇両省境付近の長江南岸行われた日本軍の作戦である。第13軍が占領地の安定を図るため、所在の中国第3戦区軍部隊の撃破をねらって実施した。

## 概要
1940年（昭和15年）5月以降、第13軍は宜昌作戦のための兵力（歩兵約7個大隊）を抽出されていたので、占領地域確保のための積極行動が取れないでいた。7月下旬から秋にかけ、宜昌方面から部隊が帰還するようになると、占領地域外周に対する作戦を活発に実行できるようになった。第13軍は江南三角地帯（上海－南京－杭州を結ぶ地域）の安定確保のため第3戦区軍に壊滅的打撃を与える作戦を企図した。
荻港に集結した第15師団は、他の部隊に先立って作戦地域内を掃討するため10月5日前進を開始、7日夜に涇県一帯を占領した。翌8日朝、攻勢発起地点である宣城へ前進を開始したが、午後になって涇県の東6キロ付近に差し掛かったときには前面の中国軍は約1万に達していた。師団の前進は遅々として進まず、損害も増加してきた。その時、突如後方で激しい銃声が起こり、前夜占領した涇県付近一帯に新手の中国軍部隊が続々と現れてきた。それは涇県西側の山間を根拠とする新四軍と第25軍からなる約1万の大部隊で、東西から包囲網を狭めてきていた。狭い地域で約2万の大部隊に包囲された第15師団は、2日間の激戦の後、10日夜陰に乗じて離脱に成功、13日宣城へ到着した。
その後第13軍は予定通り作戦を遂行し、第15、第17師団、独立混成第11旅団は三州山系（広徳―泗安鎮北の山地）の第3戦区軍を掃討し、第22師団は富陽、紹興、諸曁を覆滅（第86軍）した。各兵団は10月末にそれぞれ原駐地に帰還した。
交戦した中国軍の総兵力は約10万とみられ、第13軍は作戦成果について「（第3戦区軍に）甚大なる打撃を与え目的を達成」と報告した。一方で、大本営戦史部長石割平造中佐は、この作戦が広範な地域に僅かな戦力で作戦したため成果が上がらず、第15師団が涇県付近で優勢な中国軍に包囲されたことは中国側に「日本軍を誘致撃滅した」という宣伝材料を与える結果になった、と指摘している。